# Come il Grinch rubò il Natale
Come il Grinch rubò il Natale (Dr. Seuss' How the Grinch Stole Christmas!), distribuito in VHS col titolo Il Grinch e la favola di Natale!, è un film televisivo animato del 1966 diretto da Chuck Jones e Ben Washam. Basato sul libro per bambini Il Grinch del Dr. Seuss, racconta la storia del Grinch che cerca di togliere il Natale agli abitanti di Chistaqua sotto il suo rifugio di montagna. Lo special è uno dei classici natalizi degli anni sessanta ancora regolarmente trasmessi alla televisione statunitense. Jones e il Dr. Seuss avevano lavorato insieme precedentemente sui cartoni animati di formazione della serie Private Snafu prodotti per la United Productions of America durante la seconda guerra mondiale. 
Lo special venne originariamente trasmesso il 18 dicembre 1966 sulla CBS, che lo replicò ogni anno durante il periodo natalizio fino al 1987. A partire dal 2006, la ABC iniziò a trasmetterlo annualmente durante il periodo natalizio. Alla fine venne acquisito dalla Turner Broadcasting System, che ora lo mostra più volte tra novembre e dicembre. Da allora è stato trasmesso su TBS, TNT, Cartoon Network, The WB e ABC Family, ma con alcune scene tagliate per poter trasmettere più pubblicità. Nell'edizione originale, Boris Karloff, in uno dei suoi ultimi ruoli, è la voce del narratore e del Grinch. Lo special venne prodotto dalla Cat in the Hat Productions in associazione con MGM Television e MGM Animation/Visual Arts, con un budget di 315.000 dollari.
Il Grinch del cartone animato compare 7º nella classifica dei 50 migliori personaggi dei cartoni animati di sempre secondo LiveAbout e 5º nella classifica dei 50 migliori personaggi dei cartoni animati di sempre secondo TV Guide.

## Trama
Il Grinch è una creatura verde dal carattere scontroso e asociale con un cuore di "due taglie troppo piccolo" che vive da solo in una grotta innevata in cima al Monte Crumpit, situata sopra il paese di Chistaqua. Odia soprattutto il Natale da 53 anni ed è sempre stato infastidito dalle celebrazioni natalizie della città. Durante la vigilia di Natale decide finalmente di impedire al giorno di Natale di venire a Chistaqua travestendosi da Babbo Natale, il suo cane Max da renna e, al contrario della tradizionale visita di Babbo Natale, rubare tutti i regali, le decorazioni e i simboli del Natale. Caricatisi dei sacchi vuoti su una slitta, viaggia verso Chistaqua con qualche difficoltà. Nella prima casa viene quasi scoperto da Cindy Chi Lou, una piccola e dolce Chi che si sveglia e lo vede rubare l'albero di Natale. Fingendo di essere Babbo Natale, il Grinch dice a Cindy Lou che sta solo portando l'albero nella sua officina per ripararlo, quindi le dà da bere e la rimanda a letto. Procede poi a svuotare tutte le case di cibo, regali, alberi, vischio e calze sul camino, portando via anche le decorazioni del villaggio.
Quando il Grinch raggiunge la vetta del Monte Crumpit, pronto a scaricare i sacchi, scopre che i cittadini di Chistaqua, nonostante non abbiano regali o decorazioni, si sono radunati nel centro della città per cantare all'alba del giorno di Natale. Rendendosi conto che il Natale non significa solo beni materiali, il cuore del Grinch cresce di tre dimensioni, concedendogli la forza necessaria per salvare la slitta dalla caduta. Restituisce i regali e gli altri averi ai Chi e si unisce alla festa di Natale della città, tagliando il tacchino arrosto e dando a Max la prima fetta.

## Personaggi e doppiatori
| Personaggio   | Doppiatore originale | Doppiatore italiano (ridoppiaggio) |
| ------------- | -------------------- | ---------------------------------- |
| Narratore     | Boris Karloff        | Claudio Moneta                     |
| Grinch        | Boris Karloff        | Marco Balbi                        |
| Cindy Chi Lou | June Foray           | Daniela Fava                       |
| Max           | Dal McKennon         |                                    |

## Edizione italiana
La prima edizione italiana dello speciale fu trasmessa la vigilia di Natale del 1981 su Canale 5. Nel 2001 il film fu ridoppiato dalla S.E.D.E. per la pubblicazione in VHS da parte della Warner Home Video col titolo Il Grinch e la favola di Natale!; dialoghi e direzione del doppiaggio di questa edizione, che a differenza della prima mantiene le canzoni in inglese, sono a cura di Agostino De Berti.

## Accoglienza
Negli Stati Uniti, è considerato un classico del Natale insieme a produzioni come La storia di Lumetto del 1964, Buon Natale, Charlie Brown! del 1965 e Frosty the Snowman del 1969. Il critico Rick Du Brow lo paragonò favorevolmente a quegli speciali dell'epoca, dicendo che era "probabilmente buono come la maggior parte degli altri cartoni delle vacanze".
Su Rotten Tomatoes il film ha una valutazione di gradimento del 100% basata su 28 recensioni e una valutazione degli spettatori del 94% basata su 54 voti; il suo consenso critico recita: " How the Grinch Stole Christmas porta un'impressionante serie di talenti a sostenere un adattamento che onora una classica storia natalizia - ed è giustamente diventato una tradizione natalizia propria." Lo speciale continua ad essere popolare in Nielsen Ratings, con la sua messa in onda del 2010 (l'ultima di molte volte che era andata in onda quell'anno) vincendo la sua fascia oraria tra le persone da 18 a 49 e finendo al secondo posto negli spettatori complessivi. TV Guide ha classificato lo speciale n. 1 nella sua lista dei 10 migliori speciali per le vacanze in famiglia.
Jamie Righetti ha scritto su IndieWire che, sebbene la storia sia ormai ben nota, l'atemporalità del film provoca ogni anno una nuova ondata di soffice nostalgia. Secondo JR Jones del Chicago Reader è il ringhioso, insidioso Grinch, l'ultimo grande ruolo di Karloff. Jones ha sfruttato appieno il budget limitato, come dimostra la scena in cui il Grinch porta la sua slitta su per la montagna, mentre riunisce Jones con la sua musa preferita, la gravità. James Poniewozik di Time era particolarmente positivo riguardo alla malizia del Grinch. Geisel aveva creato un cattivo per secoli, un piacere che la squisita recitazione di Jones e Karloff ha catturato perfettamente nel film. L'adattamento felice, brillante e di buon cuore è un'idea meravigliosa e orribile.

## Riconoscimenti
- 1968 - Grammy Award
  - Miglior album per bambini (You're a Mean One, Mr. Grinch) a Albert Hague, Dr. Seuss e Boris Karloff